# Route nationale 141
Die Route nationale 141, kurz N 141 oder RN 141, ist eine französische Nationalstraße.

## Geschichte
Die Straße wurde 1824 zwischen Saintes und Clermont-Ferrand festgelegt und geht auf die Route impériale 161 zurück. 1842 wurde ihr Straßenverlauf westlich von Clermont-Ferrand geändert. Die Nationalstraße 141B und ein Teil der Nationalstraße 141A verliefen von 1933 bis 1973 auf der ursprünglichen Trasse.
Die Länge der N 141 betrug nach der Veränderung der Strecke 354,5 Kilometer. 1973 wurde der Abschnitt zwischen Limoges und Clermont-Ferrand abgestuft. Von 1991 bis 2006 war die Strecke zwischen Limoges und der Départementgrenze zum Puy-de-Dôme nochmals zur N 141 aufgestuft worden.
Die N 141 soll komplett zur Schnellstraße ausgebaut werden. Dabei wird die alte Strecke durch die Ortschaften jeweils zur Départementsstraße 941 (bis auf wenige Ausnahmen) abgestuft.

## Streckenverlauf
| Position | höchste zulässige Gesamtgeschwindigkeit | Fahrbahnen | Typ                          | Abschnitt                        | Längengrad | Breitengrad |
| -------- | --------------------------------------- | ---------- | ---------------------------- | -------------------------------- | ---------- | ----------- |
| 1        | 90                                      | 1          |                              | N 150 - D137_17                  | 45.7258    | −0.6498     |
| 2        | 90                                      | 1          |                              | D137_17                          | 45.7243    | −0.6398     |
| 3        | 90                                      | 1          |                              |                                  | 45.7282    | −0.6332     |
| 4        | 90                                      | 1          |                              |                                  | 45.7300    | −0.6240     |
| 5        | 110                                     | 2          | Vollständige Anschlussstelle | D24_17                           | 45.7335    | −0.6118     |
| 6        | 110                                     | 2          | Vollständige Anschlussstelle | N 141                            | 45.7457    | −0.6000     |
| 7        | 90                                      | 1          |                              | N150                             | 45.7520    | −0.6000     |
| 8        | 110                                     | 2          | Beginn an Straße             | Chérac                           | 45.7064    | −0.4802     |
| 9        | 110                                     | 2          | Teil-Anschlussstelle         | Chérac                           | 45.7064    | −0.4802     |
| 10       | 110                                     | 2          | Teil-Anschlussstelle         | Chérac                           | 45.6987    | −0.4462     |
| 11       | 110                                     | 2          | Normaler Abschnitt           | Grenze Charente (Le Breuil)      | 45.6920    | −0.4132     |
| 12       | 110                                     | 2          | Beginn in Stadt              | Cognac                           | 45.6816    | −0.2921     |
| 13       | 110                                     | 2          | Vollständige Anschlussstelle | les Gascards                     | 45.6763    | −0.2747     |
| 14       | 110                                     | 2          | Vollständige Anschlussstelle | Gensac-la-Pallue                 | 45.6640    | −0.2315     |
| 15       | 110                                     | 2          | Teil-Anschlussstelle         | Bourg-Charente                   | 45.6684    | −0.2100     |
| 16       | 110                                     | 2          | Normaler Abschnitt           |                                  | 45.6687    | −0.1984     |
| 17       | 110                                     | 2          | Vollständige Anschlussstelle | Mainxe                           | 45.6687    | −0.1892     |
| 18       | 110                                     | 2          | Brücke                       | Charente                         | 45.6727    | −0.1593     |
| 19       | 110                                     | 2          | Brücke                       | Charente                         | 45.6764    | −0.1533     |
| 20       | 110                                     | 2          | Teil-Anschlussstelle         | Jarnac                           | 45.6912    | −0.1368     |
| 21       | 110                                     | 2          | Vollständige Anschlussstelle | Bourras                          | 45.6912    | −0.0870     |
| 22       | 110                                     | 2          | Ende an Straße               | Bourras                          | 45.6811    | −0.0590     |
| 23       | 110                                     | 2          | Beginn an Straße             |                                  | 45.6820    | 0.0725      |
| 24       | 110                                     | 2          | Vollständige Anschlussstelle | Fléac                            | 45.6820    | 0.0725      |
| 25       | 110                                     | 2          | Vollständige Anschlussstelle | Saint-Yrieix-sur-Charente (nord) | 45.6910    | 0.1020      |
| 26       | 110                                     | 2          | Vollständige Anschlussstelle | Saint-Yrieix-sur-Charente        | 45.6790    | 0.1325      |
| 27       | 110                                     | 2          | Ende der Autobahn            | N 10                             | 45.6730    | 0.1415      |
| 28       | 110                                     | 2          | Beginn der Autobahn          | N 10                             | 45.6982    | 0.1792      |
| 29       | 110                                     | 2          | Ende der Autobahn            | N 141                            | 45.6962    | 0.1825      |
| 30       | 110                                     | 2          | Beginn der Autobahn          | N10                              | 45.6940    | 0.1740      |
| 31       | 110                                     | 2          | Teilausgebautes Dreieck      | Poitiers (N10)                   | 45.6962    | 0.1825      |
| 32       | 110                                     | 2          | Teil-Anschlussstelle         | le Montagné                      | 45.6957    | 0.1875      |
| 33       | 110                                     | 2          | Vollständige Anschlussstelle | Champniers                       | 45.6902    | 0.1921      |
| 34       | 110                                     | 2          | Vollständige Anschlussstelle | Ruelle-sur-Touvre                | 45.6889    | 0.2233      |
| 35       | 110                                     | 2          | Vollständige Anschlussstelle | Ruelle-sur-Touvre/Brie           | 45.7033    | 0.2651      |
| 36       | 110                                     | 2          | Vollständige Anschlussstelle | Braconne                         | 45.7154    | 0.3023      |
| 37       | 110                                     | 2          | Normaler Abschnitt           |                                  | 45.7202    | 0.3131      |
| 38       | 110                                     | 2          | Vollständige Anschlussstelle | La Rochefoucauld (süd)           | 45.7375    | 0.3437      |
| 39       | 110                                     | 2          | Brücke                       |                                  | 45.7504    | 0.3697      |
| 40       | 110                                     | 2          | Vollständige Anschlussstelle | La Rochefoucauld (nord)          | 45.7541    | 0.3843      |
| 41       | 110                                     | 2          | Normaler Abschnitt           |                                  | 45.7688    | 0.3992      |
| 42       | 110                                     | 2          | Vollständige Anschlussstelle | Taponnat-Fleurignac              | 45.7894    | 0.4178      |
| 43       | 110                                     | 2          | Vollständige Anschlussstelle | Chasseneuil-sur-Bonnieure        | 45.8121    | 0.4500      |
| 44       | 110                                     | 2          | Normaler Abschnitt           |                                  | 45.8271    | 0.4621      |
| 45       | 110                                     | 2          |                              |                                  | 45.8319    | 0.4689      |
| 46       | 110                                     | 2          | Teil-Anschlussstelle         | Chabanais (west)                 | 45.8680    | 0.6931      |
| 47       | 110                                     | 2          | Viaduk                       | Vienne/Chabanais                 | 45.8762    | 0.7439      |
| 48       | 110                                     | 2          | Vollständige Anschlussstelle | Chabanais (ost)                  | 45.8803    | 0.7539      |
| 49       | 110                                     | 2          | Vollständige Anschlussstelle | Étagnac                          | 45.8895    | 0.8148      |
| 50       | 110                                     | 2          | Rastplatz                    | La Salette-Fallavaux             | 45.9092    | 0.8996      |
| 51       | 110                                     | 2          | Teil-Anschlussstelle         | Saint-Junien                     | 45.9062    | 0.9296      |
| 52       | 110                                     | 2          | Teil-Anschlussstelle         | Saint-Junien                     | 45.9046    | 0.9350      |
| 53       | 110                                     | 2          | Normaler Abschnitt           | les Séguines                     | 45.9063    | 0.9546      |
| 54       | 110                                     | 2          | Normaler Abschnitt           | Streckenverlauf                  | 45.8971    | 1.0297      |
| 55       | 110                                     | 2          | Teil-Anschlussstelle         | La Barre                         | 45.8942    | 1.0349      |
| 56       | 110                                     | 2          | Teil-Anschlussstelle         | La Barre                         | 45.8891    | 1.0593      |
| 57       | 110                                     | 2          | Vollständige Anschlussstelle | Beauvalet - Oradour-sur-Glane    | 45.8827    | 1.0968      |
| 58       | 110                                     | 2          | Teil-Anschlussstelle         | Verneuil-sur-Vienne              | 45.8587    | 1.1455      |
| 59       | 110                                     | 2          | Vollständige Anschlussstelle | D2000 (rocade nord de Limoges)'  | 45.8546    | 1.1562      |
| 60       | 90                                      | 2          | Ende an Straße               |                                  | 45.8516    | 1.1602      |

## Seitenäste

### N 141a
Die Route nationale 141A, kurz N 141A oder RN 141A, war eine französische Nationalstraße und von 1933 bis 1973 ein Seitenast der N 141, der von dieser in Chamalières abzweigt und zu einer Straßenkreuzung mit der Nationalstraße 89 südwestlich vom Puy de Dôme verlief.
Auf dieser Strecke kreuzte sie außerdem noch die ehemalige Nationalstraße 9 bei Clermont-Ferrand. Die Länge betrug 19 Kilometer. Bis 1842 wurde der zur Départementsstraße 941 abgestufte Teil der Straße in den Straßenverlauf der N 141 integriert.

### N 141b
Die Route nationale 141B, kurz N 141B oder RN 141C, war eine französische Nationalstraße und von 1933 bis 1973 ein Seitenast der N 141, der von dieser in Pontgibaud abzweigte und zur Nationalstraße 141A westlich von Chamalières führte. Ihre Länge betrug 14 Kilometer. Bis 1842 war die Straße Teil der Nationalstraße 141.

### N 141c
Die Route nationale 141C, kurz N 141C oder RN 141C, war eine französische Nationalstraße und von 1933 bis 1973 ein Seitenast der N 141, der von dieser in Durtol abzweigte und nach Ceyrat führte. Ihre Länge betrug 10 Kilometer.

### N 1141
Die Route nationale 1141, kurz N 1141 oder RN 1141, war eine französische Nationalstraße und von 2006 bis 2020 bestehender Ast der N 141. Sie wurde zunächst von der Route nationale 10, Anschlussstelle 59, abzweigend in westlicher Richtung als Kraftfahrstraße mit der Beschilderung N 1141 gebaut.
Nach Abschluss der Bauarbeiten der LGV Sud Europe Atlantique 2017 wurde die Verbindung zur Kraftfahrstraße bei La Vigerie (Gemeinde Saint-Saturnin) errichtet und 2020 eröffnet. Die N 1141 wurde dann zur N 141 umgewidmet, die durch die Ortschaft Fléac verlaufende N 141 in D941 herabgestuft.